# Grandes éxitos (álbum de Lucybell)
Grandes éxitos es el primer álbum recopilatorio del grupo musical chileno Lucybell. El álbum fue lanzado en 2000, por medio de la compañía discográfica EMI Odeón Chilena.
Este álbum recopilatorio contiene los sencillos promocionales de los álbumes Peces, Viajar y Lucybell, incluyendo además dos canciones que no fueron lanzadas como sencillos y el cover "Sol invisible", incluido en el álbum tributo a The Police Outlandos D'Americas: A Rock en Español Tribute to The Police.
Con este álbum, Lucybell finaliza su contrato con la compañía discográfica EMI Odeón Chilena para cambiarse a la discográfica Warner Music Chile.

## Lista de canciones
- Todos los temas por Lucybell. Letras por Claudio Valenzuela, excepto Sol invisible.

1. "Sembrando en el mar" – 3:54
2. "Caballos de histeria" – 4:47
3. "Flotar es caer" – 6:13
4. "Viajar" – 4:07
5. "Carnaval" – 4:31
6. "Si no sé abrir mis manos" – 4:02
7. "Mataz" – 5:48
8. "Cuando respiro en tu boca" – 3:31
9. "Vete" – 3:39
10. "Lunas" – 2:44
11. "De sudor y ternura" – 4:37
12. "Rojo eterno" – 5:33
13. "Sol invisible" – 5:17

- En la edición argentina (EMI Odeon, 1999) el tema "Sol Invisible" está ausente. Además los tiempos de los temas son distintos.

## Personal
- Lucybell – producción, grabación, mezcla
  - Claudio Valenzuela – voz, guitarra
  - Marcelo Muñoz – bajo
  - Gabriel Vigliensoni – teclado
  - Francisco González – batería

- Datos: Q5884854